# M'Tarfa
M'Tarfa (em árabe: المطارفة) é uma cidade e comuna localizada na província de M'Sila, Argélia. Segundo o censo de 2008, a população total da cidade era de 8 074 habitantes.